# История Генуи

## История

### Античный период
В период античности на территории нынешнего города располагалась крохотная греческая колония — здесь найдены остатки греческих захоронений. Во время Пунических войн Лигурия выступала на стороне Рима. В 205 году до н. э. Генуя была захвачена карфагенским полководцем Магоном. Впоследствии здесь возник небольшой castrum, охранявший римскую дорогу. Следы его сохраняются в имени и очертаниях улиц средневековый квартал Генуи - Кастелло. 
Страбон называет Геную портовым городом, торговым центром лигуров, жители которого пользовались латинским правом». 

### Раннее средневековье
После падения Римской империи местность была захвачена сначала остготами, в VI веке — византийцами (537 г. - 642 г.), потом лангобардами (642 г. -774 г.). В VIII веке эта территория была завоевана франками. Во Франкском государстве Генуя вместе с Луниджаной, Тортоной и частью Ломбардской равнины входила в Генуэзскую марку. В 1056 году маркезе Альберто подтвердил обычаи города. Генуэзцы не подлежали привлечению к суду вне своего города, а также суду какого-либо маркграфа. Таким образом, он получили право отправлять правосудие своими силами и были неприкосновенны для знати.

### Укреплённый порт
Превращение Генуи в один из крупнейших портов Средиземноморья началось в X веке, в особенности после набега сицилийских сарацин в 934 году, после которого горожане под руководством епископа построили новые городские укрепления и принялись укреплять связи с другими христианскими центрами. В 1016 году генуэзцы вместе с Пизой совершили морской рейд против мусульман на Сардинии. С тех пор генуэзские суда стали регулярно заходить в порты Испании и Палестины. В 1087 году Генуя и Пиза совершили совместное нападение на Махдию (территория современного Туниса). Существует точка зрения, согласно которой истоки благополучия и расцвета Генуи следует видеть в военных и пиратских действиях против арабов. Вместе с тем торговля с Северной Африкой всегда составляла жизненно важную статью коммерческого дохода коммуны.

### Город-государство и расцвет республики

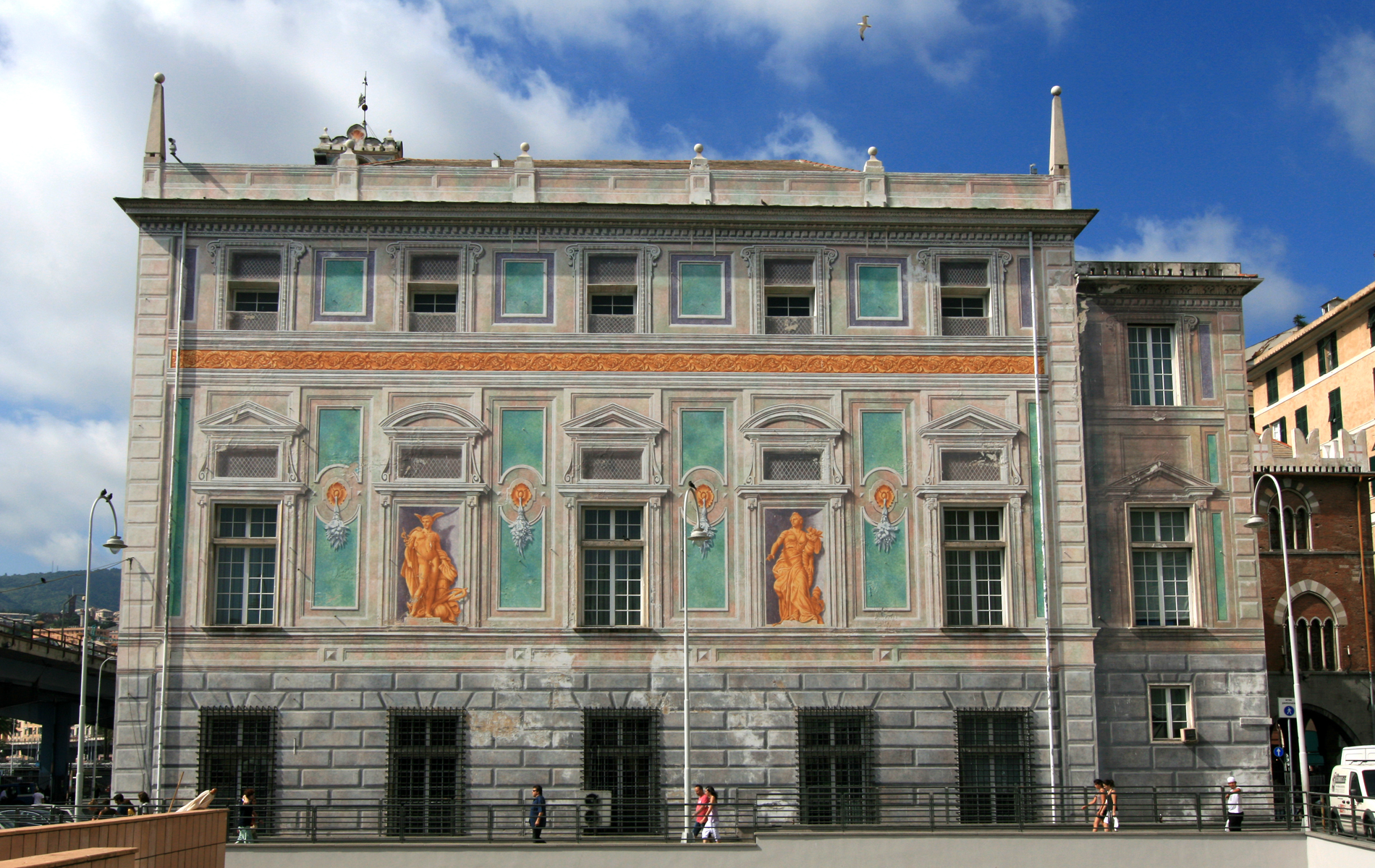
Банк Сан-Джорджо — один из старейших в Европе.

К началу XII века Генуя становится независимым городом-государством. Формально признавая власть императора Священной Римской империи и епископа, Генуя фактически управлялась советом выборных консулов. Особенность генуэзской талассократии состояла в том, что наиболее влиятельные семейства — Фиески, Спинола, Дориа, Гримальди — представляли торговые интересы различных гильдий и тем самым уравновешивали друг друга. Городом управляли как торговой компанией, однако постоянные политические раздоры долгое время нисколько не мешали его развитию. Во времена крестовых походов по своему богатству и влиянию Генуя превосходила многие королевства Европы. Наряду с Пизой, Венецией, Гаэтой и Амальфи это была морская республика с 100 000 жителей (среди которых много выходцев из других земель), развитой торговлей, судостроительной промышленностью и даже банковской системой.
Основоположник генуэзской историографии Каффаро рассказывает, что первый официальный крестовый поход самой Коммуны начался 1 августа 1100 года. Заключив союз в Боэмундом, Генуя стала первой из итальянских республик, кто предоставил крестоносцам морскую поддержку, и "лучшими своими успехами крестоносцы обязаны военным силам и помощи итальянских городов". Генуэзские корабли участвовали в блокаде Антиохии, во взятии Арсуфа, Библа, Кесарии, Тортосы, Триполи, а пешие отряды приняли участие в осаде Иерусалима.
В 1162 году Генуя подписала договор с Фридрихом Барбароссой, который гарантировал ей ленное владение Ривьерой. В том же году была построена новая стена, что свидетельствовало о растущем расширении города. Хотя все оценки его численности (без contado) остаются только предположениями, сегодня всё чаще для середины XIII века называется цифра в 50 000 человек. 
Экономическое благополучие Генуи зависело от разветвлённой сети колоний. Генуя продолжала играть важную роль в истории государств крестоносцев на всём протяжении их истории, получив места для ведения торговли во всех из них. Подчас это были отдельные здания, fondaco (подворье, торговый пост), местами — городские предместья (напр., Галата под Константинополем), а иногда генуэзцы завладевали целыми островами и побережьями (напр., Корсикой и северной частью Сардинии). Проникновение генуэзцев в восточные моря осуществлялось как при помощи дипломатических договорённостей, так и путём прямого военного вторжения. Благодаря союзу с византийским императором (1261, см.: Нимфейский договор) и монголами генуэзцам удалось обосноваться в Кафе, Тамани, Тане и других ключевых пунктах Северного Причерноморья (см. Генуэзские колонии в Северном Причерноморье). Максимальное развитие генуэзской торговли приходится  на вторую половину XIII столетия. Победы над пизанским флотом при Мелории (1284 год) и над венецианцами при Курцоле (1298 год) ознаменовали наступление краткого века генуэзского господства во всём Средиземноморье. За Генуей закрепилось название «Superba» - «Горделивая». 

### Постепенный упадок республики
Признаки политического и экономического кризиса проявились в Генуе в середине XIV века. Попытки положить конец внутренним раздорам вылились в 1339 году во введении института выборных дожей на венецианский манер. В 1394—1409 годах Генуя оказалась в политической зависимости от французов, в 1421—1435 годах — от миланцев.
К середине XV века республика окончательно потеряла статус великой державы: Корсика бунтовала, Сардинией завладели арагонцы, колонии в Палестине поддались набегам турок и мамелюков. Испанцы, французы и миланцы то и дело вторгались даже в республиканскую метрополию — Лигурию.

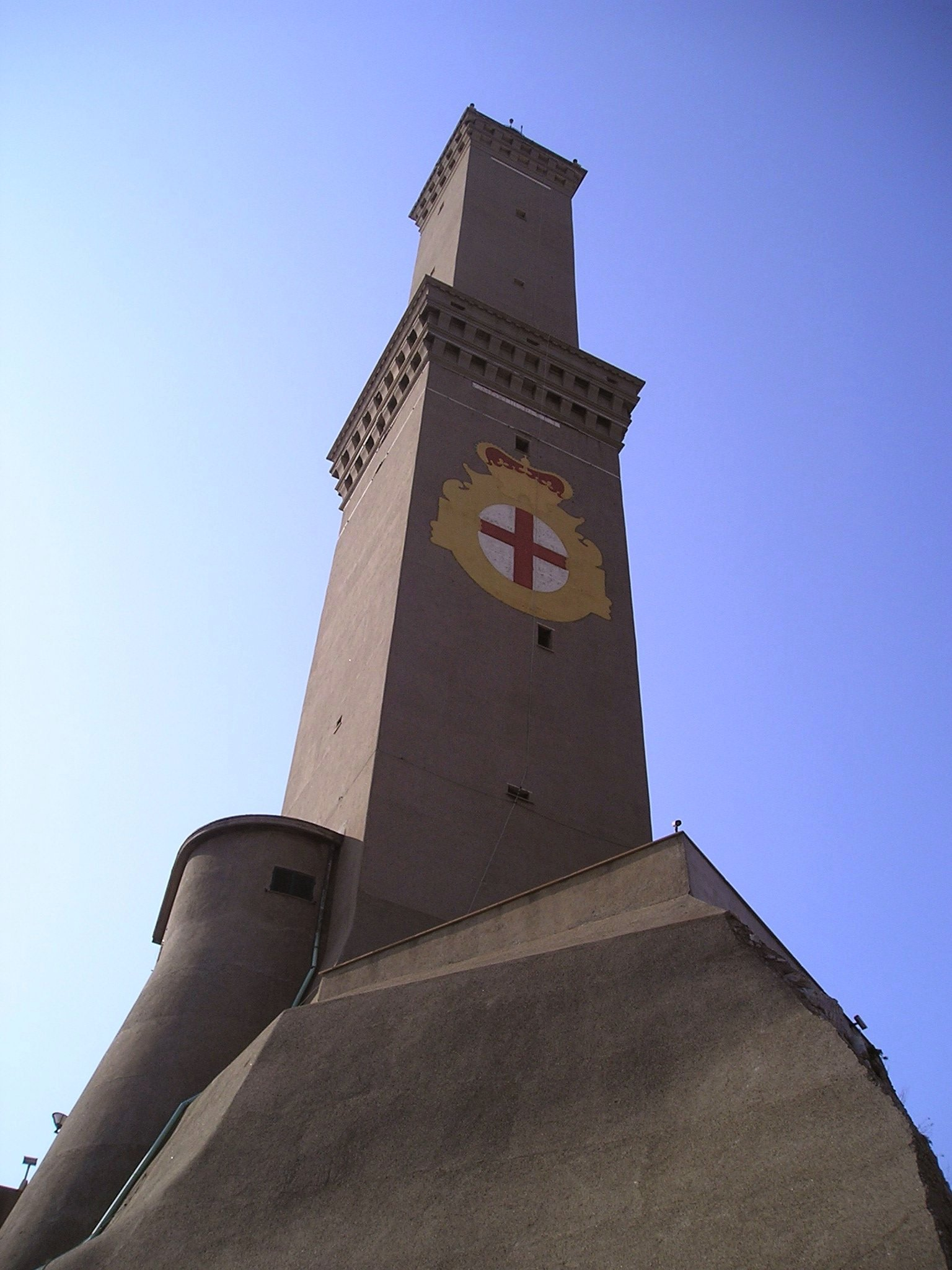
Средневековый маяк в Генуе.

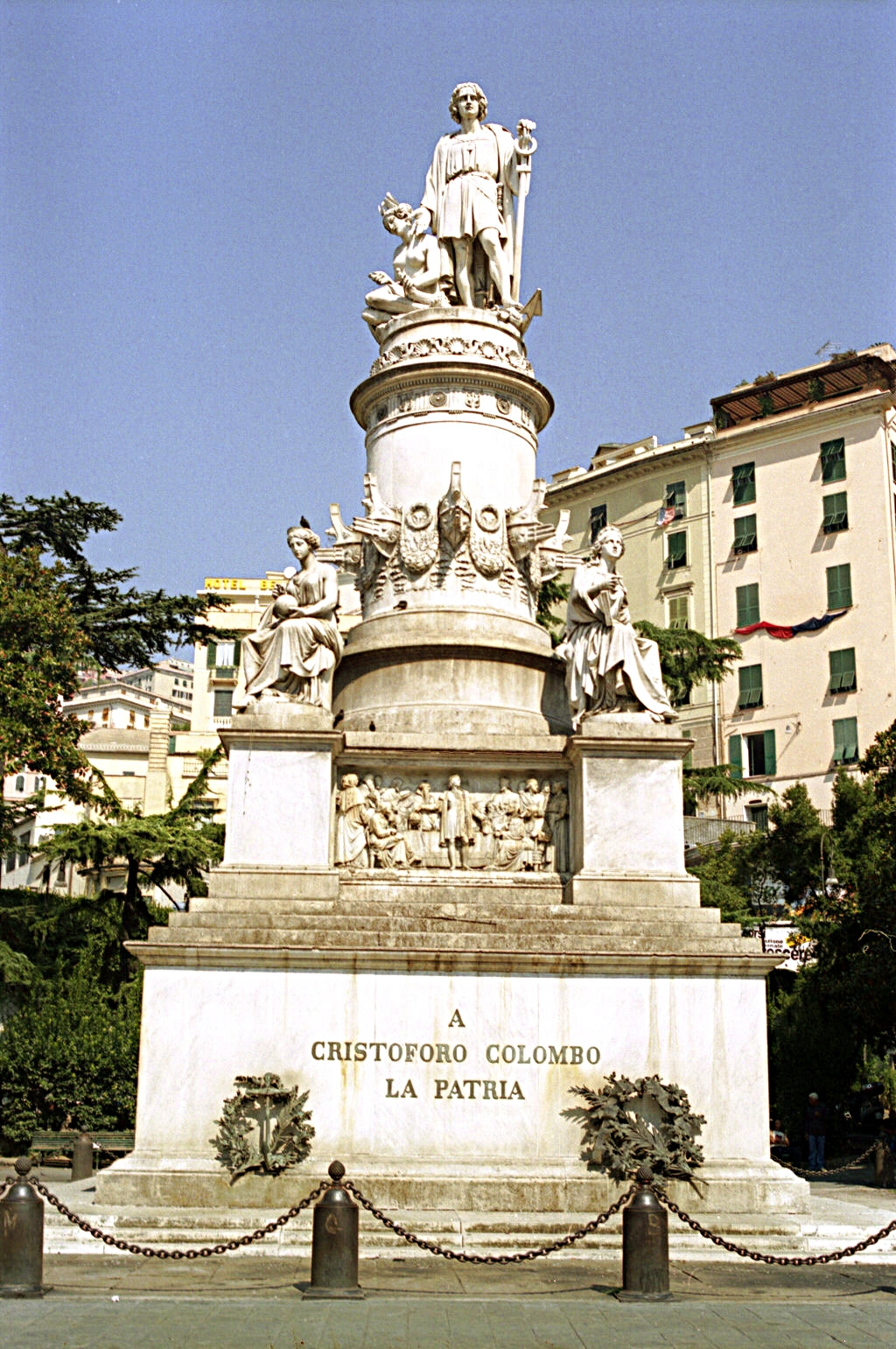
Памятник Христофору Колумбу в Генуе

Падение Константинополя и последующие события (1453—1475 гг.,) отрезали генуэзское купечество от Леванта и Восточной Европы, поставив всю генуэзскую экономику на грань катастрофы, от которой её спасла только способность быстро переориентироваться на западноевропейские и североафриканские рынки.
В 1471 папа Сикст IV даровал Генуе право иметь собственный университет, а двадцать лет спустя самый знаменитый уроженец Генуи Христофор Колумб открыл Америку. (Хотя убедительных доказательств его генуэзского происхождения не существует, туристам даже показывают домик, где якобы родился великий мореплаватель).
Играя уже весьма скромную роль на европейской арене, Генуя оказалась заложником схватки между французами и испанцами за гегемонию на Итальянском полуострове. 30-31 мая 1522 года город был взят имперской армией и подвергся чудовищному разорению.
В 1528 году адмирал Андреа Дориа убедил горожан принять новый порядок управления, по которому дожи избирались на два года, но решающее слово сохранялось за купеческой олигархией. Дориа сделал ставку на союз с Испанией, который позволил генуэзцам «снимать сливки» с испанской колонизации Америки, пуская в торговый оборот добытое там золото. Благодаря этой стратегии в конце XVI и начале XVII веков Генуя оставалась одной из наиболее благополучных земель в Италии и вела большое строительство.
Завоевание турками-османами Хиоса в 1566 году знаменовало закат генуэзской морской империи на Востоке.
К XVIII веку зависимая от американского золота экономика Генуи, как и Испании, пришла в полный упадок, а в 1768 году республика по Версальскому договору была принуждена уступить французам своё последнее «заморское владение» — Корсику.

### Французский протекторат
В 1797 году Наполеон преобразовал дряхлую Генуэзскую республику во французский протекторат под названием Лигурийской республики, а через восемь лет и вовсе присоединил её к Франции.

### ПьемонтиСардинское королевство
По условиям Венского конгресса город отошёл к Пьемонту, после чего началось его быстрое развитие в качестве главного порта Сардинского королевства, а затем и всей Италии. Недальновидный и деспотичный консерватизм пьемонтской администрации сделал город в последующие десятилетия центром антиправительственных действий. В декабре 1846 года в Генуе состоялся съезд итальянских учёных, который закончился торжественными празднествами в память столетней годовщины изгнания чужеземцев из этого города. В 1849 город стал центром восстания под лозунгами восстановления республики. В конце марта 1849 г. народ и национальная гвардия овладели фортом, прогнали гарнизон, и 2 апреля временное правительство объявило Геную независимой республикой; но уже 4 апреля сардинские войска вновь заняли город.

### В составе объединённой Италии
К началу XX века Генуя уже оспаривала у Марселя звание самого оживлённого порта во всём Средиземноморье. В 1922 году здесь прошла Генуэзская конференция, а в апреле того же года в окрестностях Генуи был заключён Рапалльский договор.
В 1920–1930-е годы Генуя вместе с Турином и Миланом стала одной из трех вершин так называемого "промышленного треугольника". 
Во время Второй мировой войны была оккупирована немецкими войсками в сентябре 1943 года, освобождена в апреле 1945-го. 
В 2001 году в Генуе прошёл саммит «Большой восьмёрки», сопровождавшийся крупнейшими протестами антиглобалистов (один человек погиб).